# Parrhésie
 (22 septembre 2022).
Le terme parrêsia (substantif féminin, du grec πᾶς / pās, « tout », et ῥῆσις / rhēsis, « parole, discours ») signifie en grec ancien « franc-parler, liberté de parole, courage de dire la vérité. 
La parrhésie consiste donc à exprimer avec conviction, « la vérité »  ; elle est proche de la licence et du franc-parler. Dans un régime démocratique, elle désigne l’invitation faite à tous les citoyens de s’exprimer librement, dès lors que leur parole favoriserait l’intelligence collective ou l’intérêt général.

## Définition

### Définition linguistique
La parrhésie opère une transformation sémantique de répétition à l'identique : elle consiste à répéter des arguments ou idées afin d'exprimer une même thèse. On la reconnaît facilement car elle se fonde sur des procédés de répétition : reprise des pronoms personnels de première personne, situation énonciative, adjectifs qualificatifs et axiologiques, ponctuation.

### Définition stylistique
En tant que figure de style, elle a pour objectif d'exprimer les sentiments profonds du locuteur; c'est une figure rhétorique mais aussi lyrique. Il faut la distinguer des figures comme le chleuasme.

### Genres concernés
La parrhésie est employée dans tous les genres littéraires : discours et apologies (notamment pour les genres argumentatifs), en poésie lyrique, dans le roman psychologique enfin.
Elle est récurrente à l'oral, dans les situations de communication intime.

## Historique de la notion

### Antiquité gréco-romaine
La parrhésie était une composante fondamentale de la démocratie de l'Athènes classique. Dans les assemblées et les tribunaux, les Athéniens étaient libres de dire presque tout ce qu'ils voulaient. Au théâtre, des dramaturges comme Aristophane utilisaient pleinement le droit de ridiculiser qui ils voulaient. Hors théâtre et assemblées, il y avait des limites à ce qui pouvait être dit ; la liberté de discuter de politique, de morale, de religion ou de critiquer les gens dépendait du contexte. Socrate fut condamné pour corruption de la jeunesse. Côté romain, Héras fut décapité pour avoir critiqué Bérénice et Titus (fils de Vespasien).
La parrhésie est une notion centrale de la philosophie cynique qui prône une liberté totale de ton et d'action.